# Stewart Hylton Edwards
Stewart Hylton Edwards (ook: Stewart Hylton-Edwards) (Londen, 6 juni 1924 – Balandra, 1987) was een Brits componist.
Zijn muzikale opleiding kreeg hij aan de Guildhall School of Music and Drama te Londen maar hij kreeg te maken met de uitbraak van de Tweede Wereldoorlog. Stewart Hylton Edwards werd marinier en vocht mee tijdens D-Day en kwam vervolgens terecht in de strijd om de Pacifische Ocean. Na de oorlog studeerde hij verder bij Benjamin Frankel en Orlando Morgan. In 1948 kwam hij terecht in Johannesburg, waar hij muzieklessen zou geven; onderweg daarnaartoe had hij zijn Symfonie nr. 1 geschreven. Deze viel net zoals zijn Symfonie nr. 2 in de prijzen. Vervolgens kwam er een gestage stroom aan composities van zijn hand; symfonieën, concerti en kamermuziek vonden hun weg naar het podium; onder andere Louis Kenter speelde zijn werk.
In 1948 won hij naast Victor Bailey, Samuel Margolian en Timothy Moore de Compositie Prijs van de The Royal Philharmonic Society.
In 1957 vertrok hij naar Canada, alwaar onder andere zijn tweede pianoconcert geschreven werd. Hij bleef te rusteloos om aldaar te blijven en vertrok naar Trinidad om daar les te geven in Port of Spain. Opnieuw ging hij als militair door het leven omdat er door de onafhankelijkheid van dat land een leger opgebouwd moest worden. Hij was majoor in het Trinidad- en Tobago Regiment.
Door het verblijf in Trinidad en Tobago had hij de pech dat zijn werken nauwelijks nog uitgevoerd of opgenomen werden. De eilanden en hun wijde omgeving hadden / hebben geen enkele traditie met de klassieke muziek uit het Westen.
Naast componist was Hylton Edwards ook schrijver en leraar. Aan de University of the West Indies bestaat er een "Stewart Hylton Edwards Music Collection".
Er zijn anno 2010 geen audio-opnames beschikbaar.

## Oeuvre (Selectief)

### Werken voor orkest

#### Symfonieën
- 1947 Symfonie nr. 1
- 1951 Easter Symphony (Paassymfonie) - Symfonie nr. 2
- 1986 Symfonie nr. 3
- 1986-1987 Symfonie nr. 4

#### Concerten voor instrumenten en orkest
- 1952 rev.1976 Concerto, voor altviool en orkest
- 1958 Concerto, voor piano en orkest

#### Andere werken voor orkest
- 1948 Adagio, voor orkest
- 1957 Bank Holiday, voor orkest
- 1957 Chiaroscuro, voor orkest
- Five Folk Idylls, voor strijkorkest - première: 1946/47 in de "Guildford kathedraal" in Norfolk (Verenigd Koninkrijk) door het "Kathleen Riddick String Orchestra"
- Sinfonietta, voor kamerorkest

### Werken voor koor
- 1950 Adam Lay I'Bounden, voor gemengd koor en piano
- 1950 I Sing Of A Maiden, voor gemengd koor en piano
- 1950 There Is No Rose, voor gemengd koor en piano
- 1951 A Dream of Fair Women, voor gemengd koor - tekst: Tennyson

### Vocale muziek
- Deep River, voor zangstem en piano - tekst: Eugene N. Marais
- Krymekaar, voor zangstem en piano - tekst: Boerneef

### Kamermuziek
- 1951 Strijkkwartet nr. 1
- 1958 Strijkkwartet nr. 2
- 1984 Sonatina, voor viool en altviool
- Nimuze - an African tune, voor viool en piano
- Variations On An African Theme, voor hobo, klarinet en fagot

### Werken voor piano
- 1954 Two Etudes
- 1960 Two Aquarelles
- 1960 Variations On An African Theme

## Publicaties
- Critics and Composers: Selected Articles, Lectures and Radio Talks, Vantage Press, New York, 1984. ISBN 978-0-533-06022-1
- The Toco Road and other Poems of the West Indies, Media & Editorial Projects Ltd (MEP), Maraval, Port of Spain, Trinidad and Tobago, 1991. 35 p.
- Lyntonwood, London, W. Murray, 1982. 50 p.
- Lengthening shadows : birth and revolt of the Trinidad army

## Bron
- Edwards

- Gemeinsame Normdatei: 130517062
- International Standard Name Identifier: 0000 0000 2732 5770
- Library of Congress Control Number: n83123286
- Nationale Bibliotheek van Israël: 987007291492705171
- Virtual International Authority File: 60191415
- WorldCat: E39PBJxhqBwmPvv7p4VTxvjjYP